# Ronald Mills
Ronald „Ronnie“ Parker Mills (* 25. Februar 1951 in Fort Worth, Texas) ist ein ehemaliger Schwimmer aus den Vereinigten Staaten. Er gewann 1968 eine Bronzemedaille bei den Olympischen Spielen.

## Karriere
Ronald Mills schwamm für den Burford Swim Club und die Arlington Heights High School.
1968 qualifizierte sich Mills für die Olympiamannschaft der Vereinigten Staaten bei den Olympischen Spielen in Mexiko-Stadt. Im 100-Meter-Rückenschwimmen war Roland Matthes aus der DDR in allen drei Runden der schnellste Schwimmer, dahinter platzierten sich die drei Vertreter der Vereinigten Staaten. Im Finale erschwamm Charles Hickcox die Silbermedaille vor Ronald Mills, der 0,3 Sekunden hinter Hickcox aber 0,6 Sekunden vor Larry Barbiere anschlug. In der 4-mal-100-Meter-Lagenstaffel qualifizierte sich die US-Staffel mit Ronald Mills, Chet Jastremski, Carl Robie und Don Schollander mit der schnellsten Vorlaufzeit für das Finale. Im Finale schwammen Charles Hickcox, Donald McKenzie, Douglas Russell und Kenneth Walsh zur Goldmedaille. Gemäß den bis 1980 gültigen Regeln erhielten Staffelteilnehmer, die nur im Vorlauf eingesetzt waren, keine Medaille.
Mills studierte an der Southern Methodist University und schwamm auch bei den nationalen College-Meisterschaften, erreichte aber nicht mehr das Niveau seiner High-School-Zeit.